# Parque Esportivo Montanha dos Vinhedos
O Parque Esportivo Montanha do Vinhedos, conhecido como Montanha dos Vinhedos, é um estádio de futebol pertencente ao Esportivo, localizado no município gaúcho de Bento Gonçalves, feito para substituir o antigo Estádio da Montanha. A administração e a sede do clube localizam-se no estádio. As obras de construção da Montanha dos Vinhedos tiveram início em 1983 e a sua inauguração foi em 2004.
Em 2007 o estádio foi palco do Campeonato Sul-Americano Sub-15 e em 2019 recebu partidas da Copa Internacional Sub-20.

## Dados do estádio
- Capacidade do estádio:

A capacidade inicial projetada: 20.000 lugares;
Capacidade oficial: 12.859
- Gramado

Bermuda Green;
Possui moderno sistema de drenagem.
- Outras informações

Pista atlética olímpica;
12 cabines para imprensa;
Vestiários com hidromassagem, banho de imersão;
Rouparia para os profissionais e categorias de base;
Vestiário completo para arbitragem;
Lavanderia;
Salão Nobre;
Restaurante;
Campos suplementares;
Sala de imprensa;
Amplo estacionamento para visitantes, delegações e automóveis de imprensa;
Sistema de iluminação Phillips, com 750 Lux, distribuídos em quatro torres com 128 refletores, sendo o terceiro melhor sistema de iluminação de estádios do Rio Grande do Sul, ficando somente atrás do Estádio Beira-Rio e da Arena do Grêmio.
- O estádio é dividido nos seguintes setores:

Arquibancadas Gerais (lado oposto às Sociais, Cadeiras e Tribunas);
Arquibancadas Sociais cobertas, dotadas de assentos plásticos;
Cadeiras numeradas cobertas;
Tribunas de Honra.
- Futuras Instalações:

Piscinas;
Sede Social.

## Estatísticas[2]
Maior artilheiro do estádio: Zulu (23 Gols)
Treinador que mais treinou o Esportivo no Estádio: Carlos Moraes (31 jogos)

## Jogos importantes

### Copa Internacional Sub-20 de 2019
| Data          | Time 1            | Placar | Time 2            |
| ------------- | ----------------- | ------ | ----------------- |
| 1 de dezembro | Palmeiras         | 1-4    | Vasco da Gama     |
| 1 de dezembro | Defensor Sporting | 1-1    | Racing            |
| 3 de dezembro | Vasco da Gama     | 0-0    | América de Cali   |
| 3 de dezembro | Racing            | 2-1    | Palmeiras         |
| 5 de dezembro | América de Cali   | 1-1    | Racing            |
| 5 de dezembro | Palmeiras         | 1-1    | Defensor Sporting |
| 7 de dezembro | Defensor Sporting | 1-1    | América de Cali   |
| 7 de dezembro | Racing            | 2-2    | Vasco da Gama     |
| 9 de dezembro | Vasco da Gama     | 3-0    | Defensor Sporting |
| 9 de dezembro | América de Cali   | 3-0    | Palmeiras         |

### Campeonato Sul-Americano Sub-15 de 2007
| Data          | Seleção 1 | Placar | Seleção 2 | Fase       |
| ------------- | --------- | ------ | --------- | ---------- |
| 28 de outubro | Colômbia  | 2-2    | Paraguai  | Grupo B    |
| 28 de outubro | Argentina | 1-1    | Bolívia   | Grupo B    |
| 30 de outubro | Chile     | 2-1    | Colômbia  | Grupo B    |
| 30 de outubro | Argentina | 2-1    | Paraguai  | Grupo B    |
| 1 de novembro | Paraguai  | 2-3    | Bolívia   | Grupo B    |
| 1 de novembro | Argentina | 2-2    | Chile     | Grupo B    |
| 3 de novembro | Colômbia  | 0-0    | Bolívia   | Grupo B    |
| 3 de novembro | Paraguai  | 1-1    | Chile     | Grupo B    |
| 5 de novembro | Chile     | 1-0    | Bolívia   | Grupo B    |
| 5 de novembro | Argentina | 2-2    | Colômbia  | Grupo B    |
| 7 de novembro | Chile     | 0-3    | Uruguai   | Fase final |
| 7 de novembro | Brasil    | 3-1    | Argentina | Fase final |

### Copa do Brasil de 2021
| Data        | Time 1    | Placar | Time 2 | Árbitro                |
| ----------- | --------- | ------ | ------ | ---------------------- |
| 17 de março | Esportivo | 0-2    | Remo   | BRA Alexandre de Jesus |

### Copa do Brasil de 2005
| Data           | Time 1    | Placar | Time 2     | Árbitro               |
| -------------- | --------- | ------ | ---------- | --------------------- |
| 2 de fevereiro | Esportivo | 4-1    | Londrina   | BRA Jefferson Schmidt |
| 9 de março     | Esportivo | 1-2    | Fluminense | BRA Evandro Roman     |

### Grenal
| Data       | Time 1 | Placar | Time 2        | Campeonato        | Árbitro             |
| ---------- | ------ | ------ | ------------- | ----------------- | ------------------- |
| 04/04/2004 | Grêmio | 1-2    | Internacional | Campeonato Gaúcho | BRA Leonardo Gaciba |

### Jogo de Inauguração
| Data       | Time 1    | Placar | Time 2  | Campeonato        | Ábitro               |
| ---------- | --------- | ------ | ------- | ----------------- | -------------------- |
| 29/02/2004 | Esportivo | 2-0    | Pelotas | Campeonato Gaúcho | Carlos Eugênio Simon |

### Primeiro título
| Data       | Time 1    | Placar | Time 2      | Campeonato                   | Árbitro            |
| ---------- | --------- | ------ | ----------- | ---------------------------- | ------------------ |
| 28/07/2012 | Esportivo | 1-1    | Passo Fundo | Campeonato Gaúcho - Série A2 | BRA Leandro Vuaden |

### Vitória de número 100 do Esportivo
| Data       | Time 1    | Placar | Time 2                | Campeonato                   | Árbitro       |
| ---------- | --------- | ------ | --------------------- | ---------------------------- | ------------- |
| 02/05/2017 | Esportivo | 2-0    | Brasil de Farroupilha | Campeonato Gaúcho - Série A2 | Cleiton Pache |

### Jogo do acesso no ano do centenário
| Data       | Time 1    | Placar | Time 2     | Campeonato                   | Árbitro                  |
| ---------- | --------- | ------ | ---------- | ---------------------------- | ------------------------ |
| 12/05/2019 | Esportivo | 1-1    | Guarani-VA | Campeonato Gaúcho - Série A2 | Vinicius Gomes do Amaral |

### Campeão Gaúcho do Interior 2020[3]
| Data       | Time 1    | Placar | Time 2        | Campeonato        | Árbitro                    |
| ---------- | --------- | ------ | ------------- | ----------------- | -------------------------- |
| 26/01/2020 | Esportivo | 4-3    | Aimoré        | Campeonato Gaúcho | Jonathan Benkenstein       |
| 09/02/2020 | Esportivo | 1-0    | Caxias        | Campeonato Gaúcho | Anderson Daronco           |
| 01/03/2020 | Esportivo | 1-0    | São Luiz      | Campeonato Gaúcho | Jean Pierre Gonçalves Lima |
| 15/03/2020 | Esportivo | 2-1    | Pelotas       | Campeonato Gaúcho | BRA Leandro Vuaden         |
| 25/07/2020 | Esportivo | 1-1    | Internacional | Campeonato Gaúcho | Anderson Daronco           |

### Jogo do título da Divisão de Acesso 2022[4]
| Data       | Time 1    | Placar | Time 2  | Campeonato                   | Árbitro            |
| ---------- | --------- | ------ | ------- | ---------------------------- | ------------------ |
| 24/07/2022 | Esportivo | 1-0    | Avenida | Campeonato Gaúcho - Série A2 | BRA Leandro Vuaden |

### Maiores goleadas[5]
| Data       | Time 1    | Placar | Time 2                    | Campeonato                   | Árbitro               |
| ---------- | --------- | ------ | ------------------------- | ---------------------------- | --------------------- |
| 28/04/2024 | Esportivo | 5-1    | União Frederiquense       | Campeonato Gaúcho - Série A2 | Edimilson da Luz      |
| 15/05/2005 | Esportivo | 5-1    | São Gabriel Futebol Clube | Copa FGF - Emídio Perondi    | Fabrício Neves Corrêa |